# NGC 3527
NGC 3527 (другие обозначения — UGC 6170, MCG 5-26-59, ZWG 155.66, PGC 33669) — спиральная галактика с перемычкой (SBa) в созвездии Большая Медведица.
Этот объект входит в число перечисленных в оригинальной редакции «Нового общего каталога».
В галактике вспыхнула сверхновая SN 1992Y. Её пиковая видимая звёздная величина составила 19